# Campeonato de Irlanda de Rugby 2001-02
El Campeonato de Rugby de Irlanda (oficialmente All-Ireland League) de 2001-02 fue la decimosegunda edición del principal torneo de rugby de la Isla de Irlanda, el torneo que agrupa a equipos tanto de la República de Irlanda como los de Irlanda del Norte.

## Sistema de disputa
Cada equipo disputó encuentros frente a cada uno de los rivales a una sola ronda, totalizando 15 partidos.
Luego de la fase regular los cuatro mejores clasificados disputaron una semifinal enfrentándose el primer clasificado frente al cuarto y el segundo frente al tercero.
Los últimos dos clasificados descienden a segunda división.
Puntuación
Para ordenar a los equipos en la tabla de posiciones se los puntuará según los resultados obtenidos.
- 4 puntos por victoria.
- 2 puntos por empate.
- 0 puntos por derrota.
- 1 punto bonus por perder por siete o menos puntos de diferencia.

## Clasificación
| Pos. | Equipo             | Encuentros | Encuentros | Encuentros | Encuentros | Tantos | Tantos | Tantos | Puntos Bonus | Puntos |
| Pos. | Equipo             | PJ         | PG         | PE         | PP         | F      | C      | Dif    | Puntos Bonus | Puntos |
| ---- | ------------------ | ---------- | ---------- | ---------- | ---------- | ------ | ------ | ------ | ------------ | ------ |
| 1.º  | Cork Constitution  | 15         | 11         | 2          | 2          | 314    | 191    | +123   | 4            | 52     |
| 2.º  | Shannon RFC        | 15         | 11         | 1          | 3          | 359    | 209    | +150   | 5            | 51     |
| 3.º  | Clontarf           | 15         | 10         | 1          | 4          | 354    | 225    | +129   | 5            | 47     |
| 4.º  | Garryowen          | 15         | 9          | 2          | 4          | 357    | 259    | +98    | 5            | 45     |
| 5.º  | St. Mary's College | 15         | 9          | 1          | 5          | 298    | 285    | +13    | 5            | 43     |
| 6.º  | UCD                | 15         | 8          | 1          | 6          | 358    | 379    | -21    | 5            | 39     |
| 7.º  | Galwegians         | 15         | 8          | 0          | 7          | 322    | 306    | +16    | 6            | 38     |
| 8.º  | Terenure College   | 15         | 8          | 0          | 7          | 294    | 294    | 0      | 4            | 36     |
| 9.º  | Blackrock College  | 15         | 6          | 1          | 8          | 357    | 339    | +18    | 8            | 34     |
| 10.º | Dungannon          | 15         | 6          | 1          | 8          | 283    | 305    | -22    | 6            | 32     |
| 11.º | Ballymena          | 15         | 6          | 0          | 9          | 259    | 281    | -22    | 6            | 30     |
| 12.º | Buccaneers         | 15         | 5          | 2          | 8          | 297    | 288    | +9     | 5            | 29     |
| 13.º | Lansdowne          | 15         | 5          | 1          | 9          | 272    | 308    | -36    | 5            | 27     |
| 14.º | County Carlow      | 15         | 5          | 1          | 9          | 259    | 383    | -124   | 4            | 26     |
| 15.º | DLSP               | 15         | 4          | 0          | 11         | 251    | 407    | -156   | 5            | 21     |
| 16.º | Young Munster      | 15         | 2          | 0          | 13         | 209    | 384    | -175   | 4            | 12     |

## Fase final

### Semifinales
| 13 de mayo de 2002 | Cork Constitution | 43 - 17 | Garryowen |  |  |

| 13 de mayo de 2002 | Shannon | 15 - 12 | Clontarf |  |  |

### Final
| 4 de mayo de 2002 | Cork Constitution | 17 - 21 | Shannon RFC |  |  |

| Bandera de Irlanda  |
| Campeón Shannon RFC |
| Quinto título       |